# Mainzi egyházmegye
A Mainzi egyházmegye (latinul: Dioecesis Moguntinus, németül: Bistum Mainz) egy németországi római katolikus egyházmegye. A német nyelvterület egyik legősibb egyházmegyéje, története a 4. századig nyúlik vissza. A középkorban érseki rangra emelkedett, a mainzi érsek pedig a Német-római Birodalom egyik legbefolyásosabb személyévé vált. 1802-től újra püspökségként működik.
Az egyházmegye a freiburgi érsek alá tartozik, jelenlegi püspöke Peter Kohlgraf. Székesegyház a mainzi Szent Márton és Szent István-katedrális.

## Története

### Alapítása
A római kori Mainzban (Moguntiacum), már a 2. században jelentős keresztény közösség élt. A püspökség alapításáról pontosat nem tudunk, az azonban biztos, hogy a 4. századtól kezdve már püspöki székhely volt. 745 körül Szent Bonifác, Germánia apostola foglalta el a püspöki széket, utóda pedig tanítványa, Lullus lett. Ebben az időben emelték Mainzot érseki rangra, elsőként a német püspökségek közül.

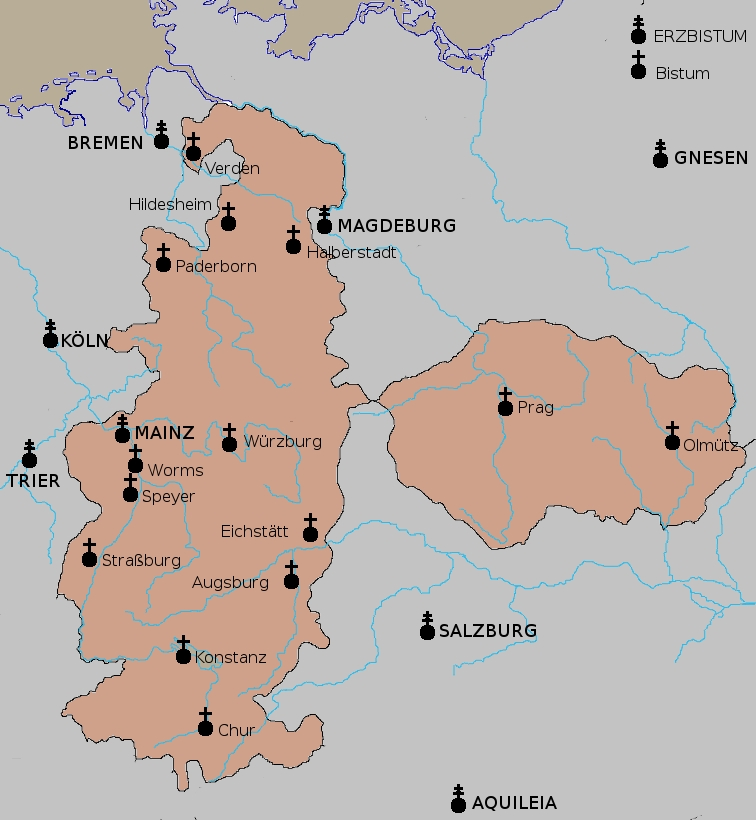
A mainzi érseki tartomány 1000 körül

### A Német-római Birodalomban
A következő századokban az érsek befolyása gyorsan nőtt, hamar a Német-római Birodalom legnagyobb érseki tartományává vált. A századok folyamán számtalan püspökség tartozott az érsek alá, többek közt Würzburg, Straßburg, Chur, Paderborn, Havelberg, Prága és Olmütz. A 9. századtól az érsekek világi hatalma és szerepe is növekedni kezdett. Ennek fontos állomásaként az érsek birodalmi hercegi rangot kapott. Fontos megjegyeznünk hogy innentől elválik a világi és egyházi értelemben vett Mainzi Érsekség. Előbbi területe jóval nagyobb volt, ám csak az egyházszervezet tekintetében tartozott az érsek felügyelete alá. Ezzel szemben utóbbi, a Mainzi Választófejedelemség élén világi uralkodóként állt a mainzi érsek, noha ez jóval kisebb területet jelentett.
Szent Willigis (975-1011) uralkodásától kezdve az érseki cím összefonódott a birodalom főkancellári posztjával, azaz a mainzi érsek politikailag is Európa egyik legjelentősebb személyévé vált. Ezzel együtt a mainzi érsek lett az első a hét választófejedelem közül, legfőbb egyházi méltóságként pedig a Primas Germaniae, azaz a Németország prímása címet viselte.

### Reformáció
1514-ben foglalta el az érseki széket Albert, aki búcsúcédulák segítségével próbálta összegyűjteni a szükséges források ráeső részét a római Szent Péter-bazilika felépítéséhez. Neki írt levelet 1517. október 31-én Luther Márton, amelyben tiltakozott a búcsúcédulák árusítása ellen. A levélhez csatolta a búcsúcédulák erejét és hatékonyságát kétségbe vonó vitairatát, amely később a 95 tétel néven vált ismertté. Ezzel vette kezdetét a németországi reformáció.

### Modern kor
A francia forradalmat követő szekularizációs hullám Mainzot is elérte: 1801-ben a választófejedelemséget felszámolták, érseki hatalmától is megfosztották. Az egyházmegye területének határait is újrarajzolták, majd a következő évtizedekben több alkalommal is csökkentették. Mai határait 1824-ben jelölték ki. 1850-ben került a püspöki székbe Wilhelm Emmanuel von Ketteler, a keresztényszocializmus egyik első megfogalmazója. Az ő munkássága teremtette meg a később, XIII. Leó pápa által kiadott Rerum novarum alapjait. A Harmadik Birodalom idején hivatalban lévő Albert Stohr püspök nyíltan keresztény értékek mellett a hatalommal szemben, a háborút követően pedig nagy részt vállalt az elpusztított Mainz újjáépítésében.
A hívek számának csökkenése és a fokozódó paphiány miatt 2004-ben elindult az egyházmegye struktúrájának megújítását célzó program. Ez a helyi plébániai közösségeket, illetve a plébániák közötti együttműködést próbálja előmozdítani.

## Az egyházmegye püspökei 1802-től
- Joseph Ludwig Colmar (1802-1818)
- Joseph Vitus Burg (1829-1833)
- Johann Jakob Humann (1833-1834)
- Petrus Leopold Kaiser (1834-1848)
- Wilhelm Emmanuel von Ketteler, báró (1850-1877). Halála után három évig a Kulturkampf miatt nem neveztek ki újabb püspököt.
- Paul Leopold Haffner (1886-1899)
- Heinrich Brück (1900-1903)
- Georg Heinrich Kirstein (1903-1921)
- Ludwig Maria Hugo (1921-1935)
- Albert Stohr (1935-1961)
- Hermann Volk, bíboros (1962-1982)
- Karl Lehmann, bíboros, a Német Püspöki Konferencia elnöke (1983-2016)
- Peter Kohlgraf (2017- )

## Szomszédos egyházmegyék
- Trieri egyházmegye (nyugat)
- Limburgi egyházmegye (északnyugat)
- Fuldai egyházmegye (északkelet)
- Würzburgi egyházmegye (kelet)
- Freiburgi főegyházmegye (dél)
- Speyeri egyházmegye (dél)